# Дубовая (Володарский сельский совет)
Дубовая (укр. Дубова) — село, входит в Полесский район Киевской области Украины.
Население по переписи 2001 года составляло 20 человек. Почтовый индекс — 07052. Телефонный код — 4592. Занимает площадь 2 км². Код КОАТУУ — 3223581505.

## Известные уроженцы
- Голубовский, Борис Эдуардович — Герой Советского Союза.

## Местный совет
07052, Київська обл., Поліський р-н, с. Володарка, вул. Першотравнева, 36